# Interleukiny
Interleukiny jsou skupinou cytokinů, které se podílejí na regulaci imunitních dějů. Z biochemického hlediska se jedná o několik skupin proteinů (např. interleukiny rodiny IL-10 nebo IL-1). Interleukiny byly pojmenovány podle zjištění, že se jedná o látky produkované leukocyty (bílými krvinkami), které regulují jejich vzájemné interakce. Další výzkumy odhalily, že interleukiny nejsou produkované pouze bílými krvinkami, ale celou řadou dalších buněk (např. různé epiteliální buňky). Jednotlivé interleukiny působí různě na mnoho typů buněk a vzájemně se jejich akce doplňují a překrývají.
Některé interleukiny můžeme podle souhrnu jimi vyvolaných reakcí označit za prozánětlivé (např. IL-1,2) nebo naopak protizánětlivé (tlumivé - např. IL-10).
Při výzkumu role interleukinů bývá důležité stanovit, zda jednotlivé interleukiny jsou druhově specifické (existuje mezidruhová bariéra a nelze je použít ke studiu na jiných živočišných druzích), nebo druhově nespecifické (bez mezidruhové bariéry). Převážně se zkoumá specifita myších a lidských interleukinů.
| název               | buňky jimiž je produkován                                           | buňky na které působí                                                    | funkce | další |
| IL-1                | makrofágy, B-lymfocyty, monocyty, dendritické buňky                 | TH, B-lymfocyty, NK buňky, makrofágy, endothelia, ...                    | prozánětlivý interleukin, kostimulační faktor (sám o sobě není růstovým faktorem, pouze zvyšuje účinky jiných), maturace a proliferace, aktivace     | v nízkých koncentracích vyvolává akutní fázi zánětu, ve vyšších funguje jako pyrogen (vyvolává horečku), bez mezidruhové bariery |
| IL-2                | TH1                                                                 | T-lymfocyty, působí i na B-lymfocyty, makrofágy, monocyty, NK-buňky      | základní růstový faktor T-lymfocytů, na ostatní buňky působí až při vyšších koncentracích                                                            | částečná mezidruhová bariera |
| IL-3                | aktivované T-lymfocyty, mastocyty, NK-buňky, endothelia, eosinofily | hematopoetické kmenové buňky                                             | růst a diferenciace buněk kostní dřeně (neutrofily, bazofily, lymfatické prekurzory) (spolu s IL-7 a IL-9)                                           | druhově specifický, využití v medicíně po transplantaci kostní dřeně                                                             |
| IL-4                | TH2-lymfocyty, paměťové CD4+ buňky, mastocyty, makrofágy            | T-lymfocyty, aktivované B-lymfocyty, endothelia                          | základní diferenciační faktor pro TH2-lymfocyty, podpora růstu a diferenciace B-lymfocytů a stimulace přesmyku tvorby protilátek z IgM na IgG1 a IgE | druhově specifický, spolu s IL-4 a IL-12 rozhoduje o typu imunitní odpovědi (protilátková (IL-4, 10) x makrofágová (IL-12))      |
| IL-5                | TH2, mastocyty, eosinofily                                          | eosinofily, B-lymfocyty                                                  | diferenciace B-lymfocytů a produkce IgA | - |
| IL-6                | makrofágy, TH2, B-lymfocyty, astrocyty, endotheliem                 | aktivované B-lymfocyty, plazmocyty, T-lymfocyty, buňky kostní dřeně, ... | aktivace B-lymfocytů (jejich přeměna na plazmocyty) zvýšení sekreci protilátek                                                                       | prozánětlivý, vyvolává akutní fázi, hematopoezi, diferenciace buněk imunitního systému, zvyšuje sekreci protilátek               |
| IL-7 (hematopoetin) | stromatální buňky thymu (brzlíku) a kostní dřeně                    | podpora růstu buněk kostní dřeně, hlavně preB-lymfocyty                  | hlavní růstový faktor buněk kostní dřeně (spolu s IL-3 a IL-9)                                                                                       | prozánětlivý , bez mezidruhové bariery                                                                                           |
| IL-8                | makrofágy, lymfocyty, epiteliální buňky, endothelia                 | neutrofily, bazofily, lymfocyty                                          | chemotaxe neutrofilů do místa zánětu, antivirové účinky, zvýšení fagocytózy                                                                          | - |
| IL-9                | mastocyty, Th2, Th17, Treg, ILC2, Th9                               | T-lymfocyty, B-lymfocyty, buňky kostní dřeně                             | stimulace B-lymfocytů, zvýšení sekrece IgM, IgG a IgE), podpora růstu T-lymfocytů, B-lymfocytů a buněk kostní dřeně                                  | - |
| IL-10               | TH2, monocyty, CD8+ buňky, mastocyty, makrofágy, B-lymfocyty        | TH1, makrofágy, B-lymfocyty, mastocyty, TH2                              | hlavní tlumivý cytokin (inhibuje sekreci IL-1, 2, 12 a INF-γ), inhibice TH1 lymfocytů, aktivace B-lymfocytů a TH2                                    | , spolu s IL-4 a IL-12 rozhoduje o typu imunitní odpovědi (protilátková (IL-4, 10) x makrofágová (IL-12))                        |
| IL-11               | stromatické buňky kostní dřeně                                      | velké množství buněk (                                                   | produkce proteinů akutní fáze, ovlivnění kostí (formování osteoklastů)                                                                               | - |
| IL-12               | dendritické buňky, makrofágy, B-lymfocyty, T-lymfocyty              | aktivované T-lymfocyty, NK-buňky                                         | determinující faktor pro TH1, podobné účinky jako IL-2 (stimulace růstu NK-buněk, T- a B-lymfocytů, zvýšení koncentrace INF-γ, IL-2                  | spolu s IL-4 a IL-12 rozhoduje o typu imunitní odpovědi (protilátková (IL-4, 10) x makrofágová (IL-12))                          |
| IL-13               | aktivované TH lymfocyty, mastocyty, NK-buňky                        | TH2, makrofágy, B-lymfocyty                                              | stimulace růstu a diferenciace B-lymfocytů (přesmyk protilátek z IgM na IgE), inhibice TH1 a inhibice sekrece cytokinů IL-1, 6, 8, 10, 12            | - |
| IL-14               | T-lymfocyty a určité maligní B-lymfocyty                            | aktivované B-lymfocyty                                                   | kontrola růstu a proliferace B-lymfocytů (inhibice sekrece imunoglobulínů)                                                                           | - |
| IL-15               | mononukleární fagocyty a viry infikované makrofágy                  | T-lymfocyty a aktivované B-lymfocyty                                     | stimulace vzniku NK-buněk, proliferace T-lymfocytů                                                                                                   | - |
| IL-16               | lymfocyty, epiteliální buňky, eosinofily, CD8+ T-lymfocyty          | CD4+ T-lymfocyty (např.TH1 a 2)                                          | chemoatrakce CD4+ lymfocytů | - |
| IL-17               | CD4+ T-lymfocyty                                                    | epitely, endothelia                                                      | ovlivnění kostí (vznik osteoklastů), angiogeneze, zvýšení produkce prozánětlivých cytokinů                                                           | - |
| IL-18               | makrofágy                                                           | TH1, NK-buňky                                                            | stimulace produkce INF-γ, stimulace NK-buněk | - |
| IL-19               | -                                                                   | -                                                                        | - | - |
| IL-20               | -                                                                   | -                                                                        | reguluje proliferaci a diferenciaci keratinocytů | - |
| IL-21               | -                                                                   | -                                                                        | - | - |
| IL-22               |                                                                     |                                                                          | | |
| IL-23               |                                                                     |                                                                          | | |
| IL-24               |                                                                     |                                                                          | | |
| IL-25               |                                                                     |                                                                          | | |
| IL-26               |                                                                     |                                                                          | | |
| IL-27               |                                                                     |                                                                          | | |
| IL-28               |                                                                     |                                                                          | | |
| IL-29               |                                                                     |                                                                          | | |
| IL-30               |                                                                     |                                                                          | | |
| IL-31               |                                                                     |                                                                          | | |
| IL-32               |                                                                     |                                                                          | | |
| IL-33               |                                                                     |                                                                          | | |
| IL-34               |                                                                     |                                                                          | | |
| IL-35               |                                                                     |                                                                          | | |